# Aéroport international de Guilin Liangjiang
L'aéroport international de Guilin Liangjiang est un aéroport qui dessert Guilin dans la province du Guangxi en Chine. Il résulte de la reconversion d'une base militaire entre 1991 et 1996. Il a accueilli 5 875 327 passagers en 2013.

## Histoire
Durant la Seconde Guerre mondiale, l'aéroport était connu comme la Base Aérienne de Kweilin et était utilisée par la Fourteenth Air Force de l'United States Air Force. Kweilin a été le Q.G des Tigres Volants dès 1943. Les américains ferment leurs installations à la fin de la guerre en septembre 1945,.
En septembre 1991, le Conseil des affaires de l'État de la République populaire de Chine et la Commission militaire centrale approuve un projet de transformation de la base de Kweilin en aéroport civil. La construction début en juillet 1993, et l'aéroport fut ouvert le 1er octobre 1996. Il remplace l'Aéroport de Guilin Qifengling.
L'aéroport dispose aujourd'hui d'une piste de 2 800 mètres, d'un tarmac de 150 000 m2, et d'un terminal de 50 000 m2,. L'aéroport a également lourdement investi pour être plus respectueux de l’environnement, et a reçu plusieurs récompenses à cet égard.

## Situation

### Carte des 50 premiers aéroports de Chine
| \| 500 km1:25 016 000 \| Baotou Canton Changchun Changsha Chengdu-CTU Chengdu-TFU Chongqing Dalian Fuzhou Guilin Guiyang Haikou Hailar Hangzhou Harbin Hefei Hohhot Jinan Jinghong Kunming Lanzhou Lhassa Lijiang Nanchang Nankin Nanning Ningbo Pékin · Capitale Pékin · Daxing Qingdao Quanzhou Sanya Shanghaï-Pudong Shanghaï-Hongqiao Shantou-Chaozhou-Jieyang Shenyang Shenzhen Shijiazhuang Taiyuan Tianjin Ürümqi Wenzhou Wuhan Suzhou Xiamen Xi'an Xining Yantai Yinchuan Zhengzhou Zhuhai-Jinwan |
| 500 km1:25 016 000 |

## Statistiques
Pour des raisons techniques, il est temporairement impossible d'afficher le graphique qui aurait dû être présenté ici.

Voir la requête brute et les sources sur Wikidata.

## Compagnies aériennes et destinations

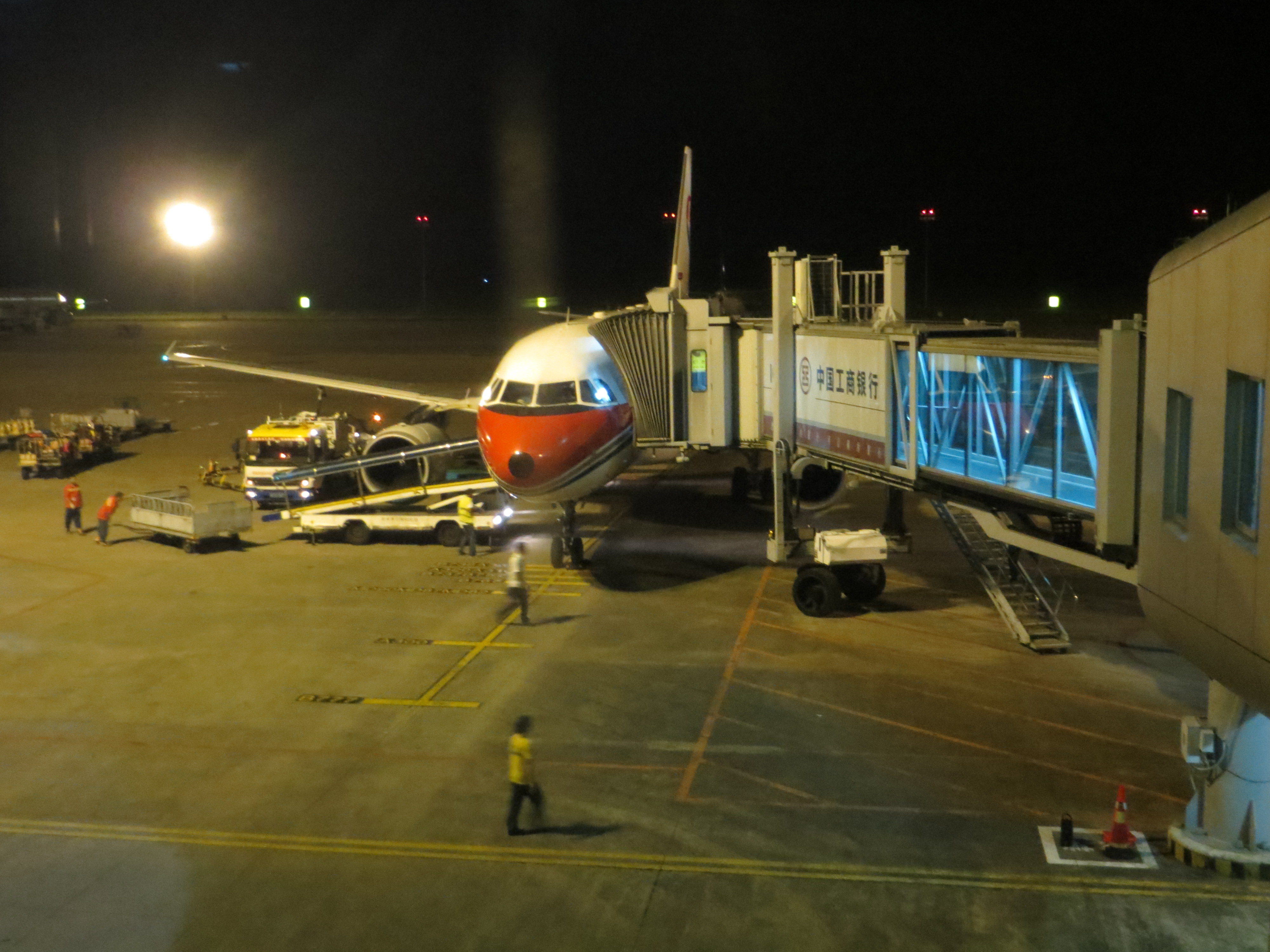
A319 de China Eastern Airlines

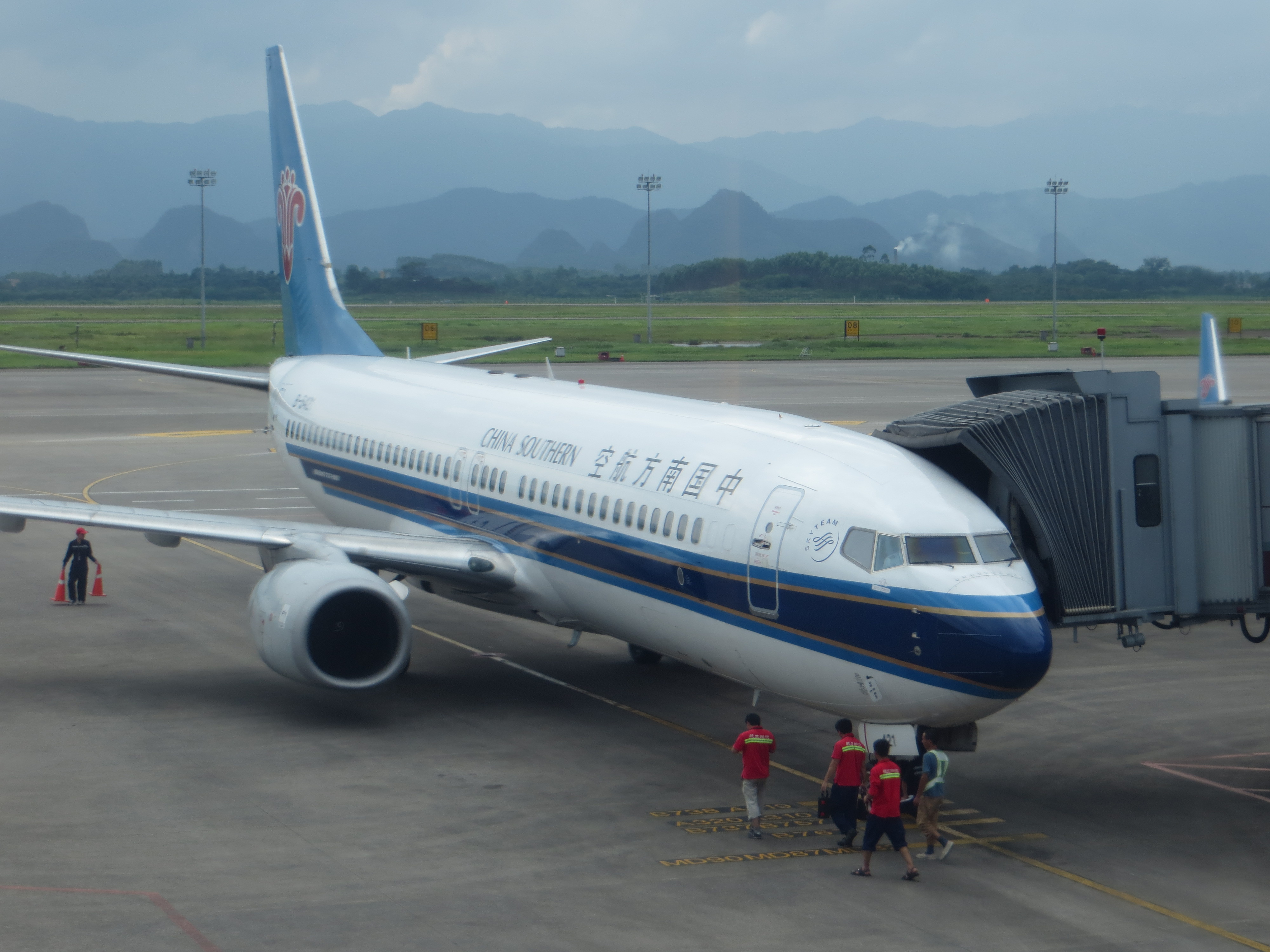
B737-800 de China Southern Airlines à l'embarquement

| Compagnies                | Destinations |
| ------------------------- | --- |
| AirAsia                   | Kuala Lumpur |
| Air Chang'an              | Xi'an-Xianyang |
| Air China                 | Pékin-Capitale, Chengdu-Shuangliu, Hangzhou-Xiaoshan, Shanghai-Pudong, Xi'an-Xianyang |
| Asiana Airlines           | Séoul-Incheon |
| Batik Air                 | Djakarta-S.-Hatta |
| Beijing Capital Airlines  | Haikou, Hangzhou-Xiaoshan, Jinan, Nankin, Taiyuan-Wusu, Xiamen-Gaoqi, Xi'an-Xianyang, Xinzhou (zh), Zhengzhou |
| Cambodia Angkor Air       | Charter : Siem Reap-Angkor |
| Cathay Dragon             | Hong Kong |
| Chengdu Airlines          | Haikou, Zhengzhou |
| China Eastern Airlines    | - Anqing-Tianzhushan (en), - Changzhou, - Chengdu-Shuangliu, - Fuzhou-Chánglè, - Hefei, - Kunming-Changshui, - Lanzhou, - Nanchang-Changbei, - Nankin, - Ningbo, - Ordos Ejin Horo, - Sanya-Phénix, - Shanghai-Pudong, - Wenzhou-Longwan, - Wuxi/Suzhou, - Xi'an-Xianyang, - Xining-Caojiabao, - Yichang |
| China Eastern Airlines    | Séoul-Incheon |
| China Express Airlines    | Baise Bama, Chongqing-Jiangbei |
| China Southern Airlines   | - Beihai-Fucheng, - Pékin-Capitale, - Changchun, - Chengdu-Shuangliu, - Chongqing-Jiangbei, - Dalian-Zhoushuizi, - Canton-Baiyun, - Haikou, - Hangzhou-Xiaoshan, - Hefei, - Kunming-Changshui, - Nankin, - Nanning, - Qingdao-Jiaodong, - Shanghai-Pudong, - Shantou-Chaozhou-Jieyang, - Shenyang, - Shenzhen-Bao'an, - Taiyuan-Wusu, - Ürümqi-Diwopu, - Wenzhou-Longwan, - Wuhan, - Xi'an-Xianyang, - Zhengzhou |
| China Southern Airlines   | Bangkok-Suvarnabhumi, Taïwan-Taoyuan, Osaka-Kansai, En saison : Muan |
| EVA Air                   | Taïwan-Taoyuan |
| Far Eastern Air Transport | Kaohsiung |
| Fuzhou Airlines           | Fuzhou-Chánglè, Luoyang |
| Garuda Indonesia          | Charter : Djakarta-S.-Hatta |
| Grand China Air           | Pékin-Capitale |
| GX Airlines               | Baise Bama |
| Hainan Airlines           | Hangzhou-Xiaoshan, Sanya-Phénix, Xi'an-Xianyang, Xuzhou-Guanyin |
| Juneyao Airlines          | Shanghai-Pudong |
| Korean Air                | Charter : Jeju |
| Lucky Air                 | Fuzhou-Chánglè, Kunming-Changshui, Xiamen-Gaoqi |
| New Gen Airways           | Bangkok-Don Muang |
| Okay Airways              | Tianjin Binhai |
| Shandong Airlines         | Chengdu-Shuangliu, Chongqing-Jiangbei, Fuzhou-Chánglè, Hangzhou-Xiaoshan, Jinan, Nankin, Qingdao-Jiaodong, Wuhan, Xiamen-Gaoqi, Yantai, Zhengzhou |
| Shanghai Airlines         | Changchun, Shanghai-Pudong |
| Shanghai Airlines         | Pusan-Gimhae |
| Shenzhen Airlines         | Hefei, Nankin, Nantong Xingdong, Shenyang, Wuxi/Suzhou |
| Sichuan Airlines          | Harbin Taiping, Sanya-Phénix, Taiyuan-Wusu, Yinchuan Hedong |
| SilkAir                   | Charter : Singapour-Changi |
| Spring Airlines           | Shanghai-Pudong, Shenyang, Shijiazhuang |
| Tianjin Airlines          | Guiyang, Haikou, Lanzhou, Tianjin Binhai, Zhengzhou |
| West Air                  | Chongqing-Jiangbei |
| XiamenAir                 | Chongqing-Jiangbei, Fuzhou-Chánglè, Xiamen-Gaoqi |

Édité le 13/04/2018

## Galerie

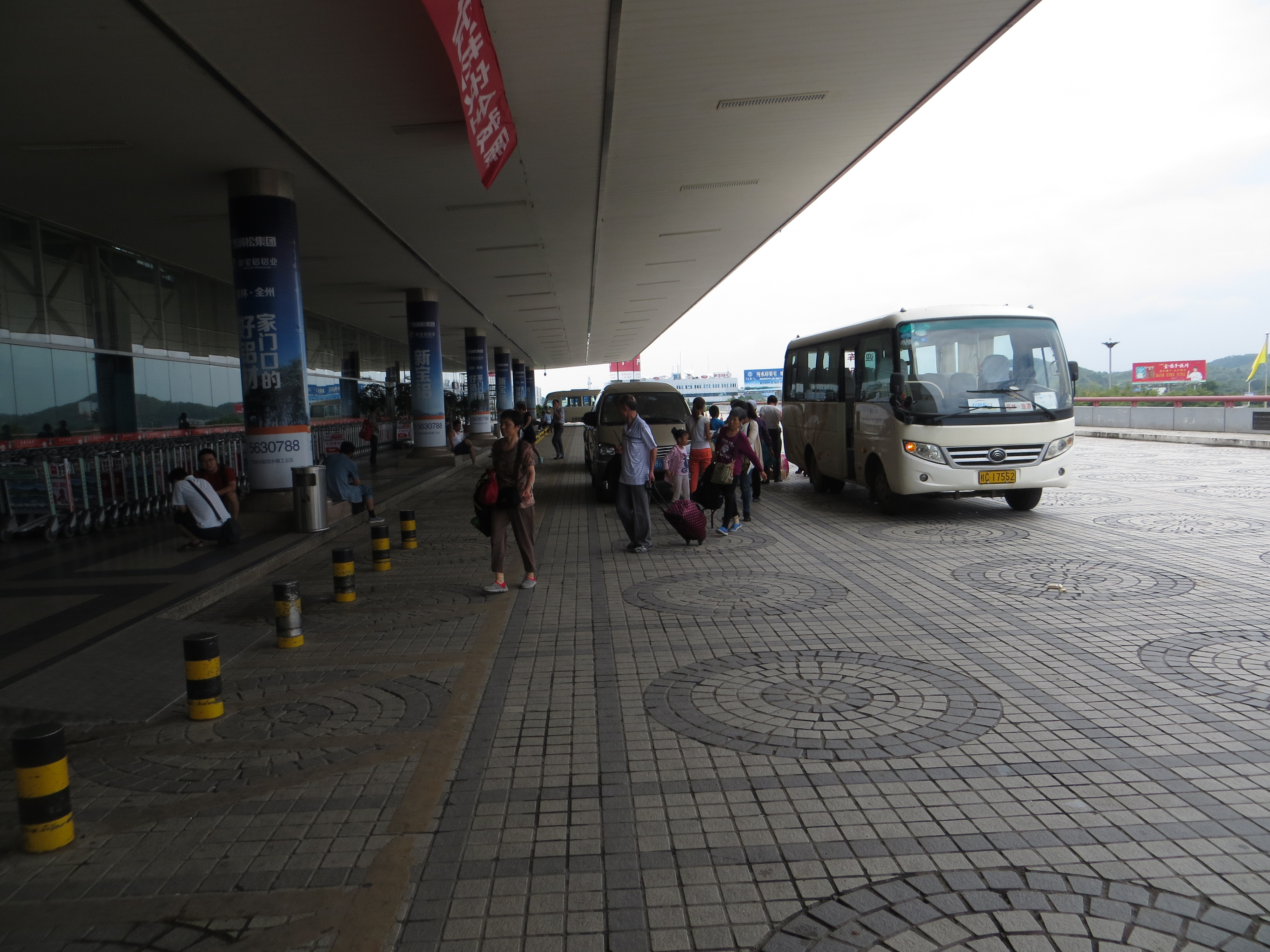
Zone d'arrivée
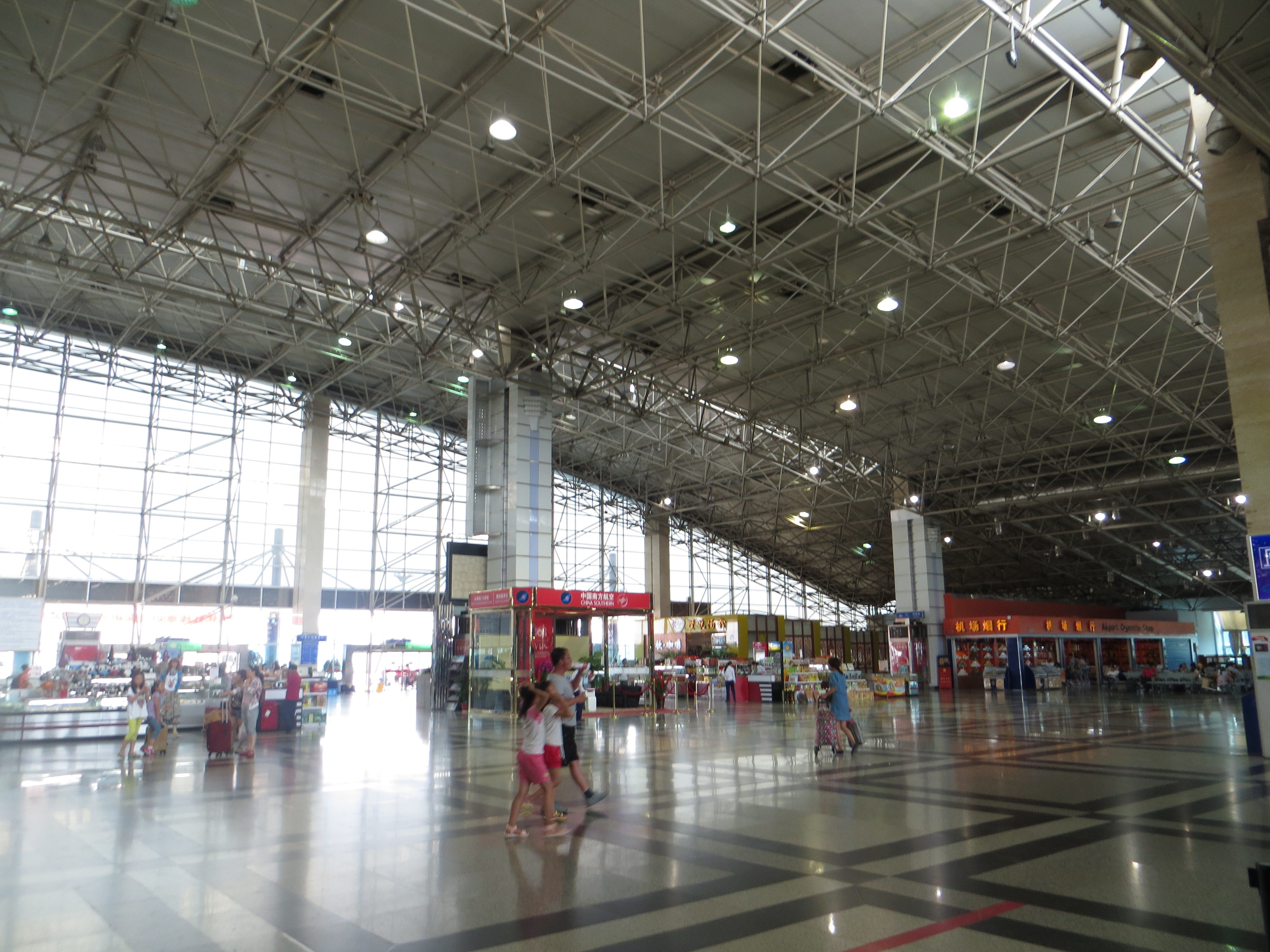
Terminal, côté entrée
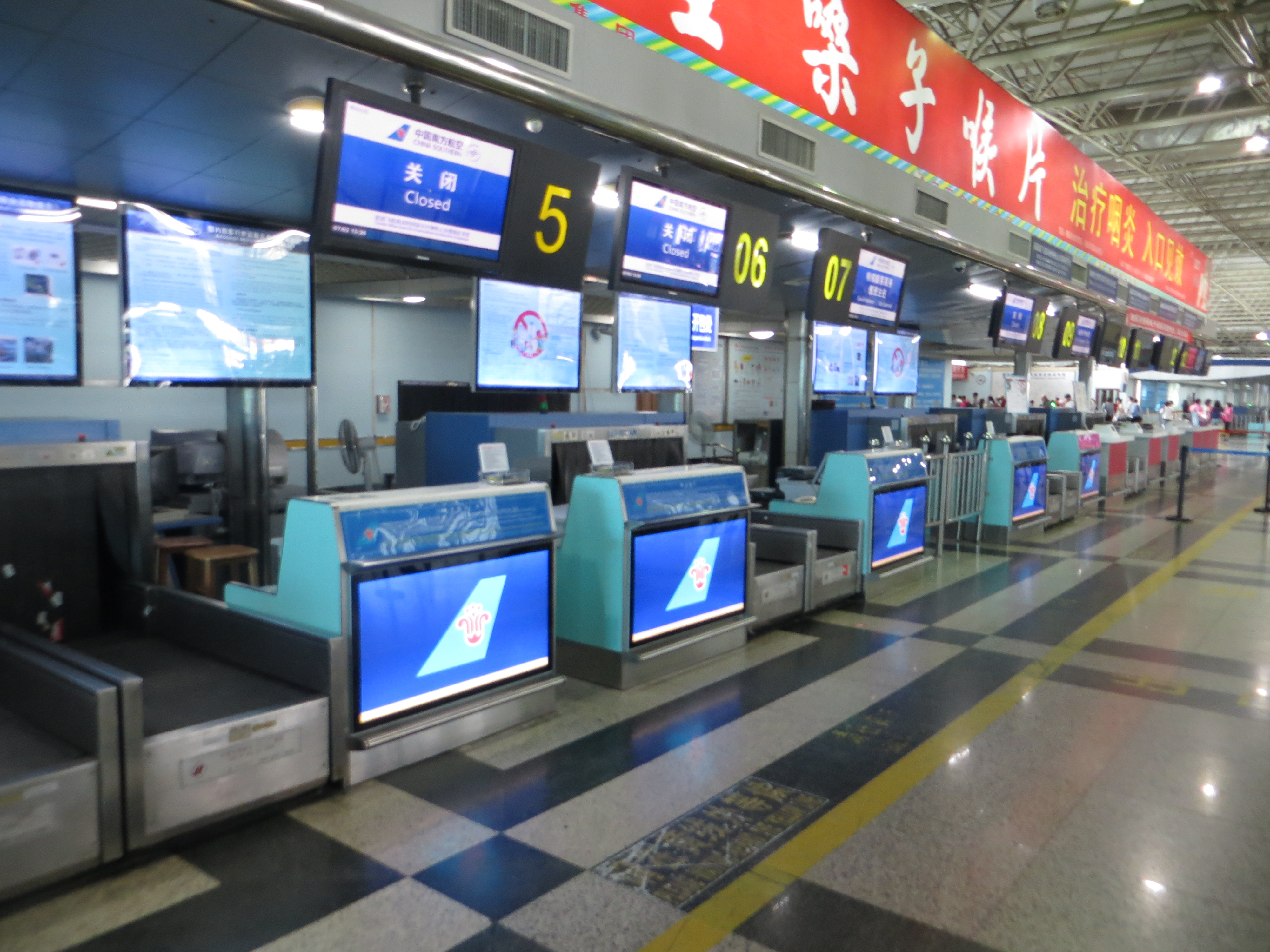
Comptoirs d'enregistrements de China Southern Airlines
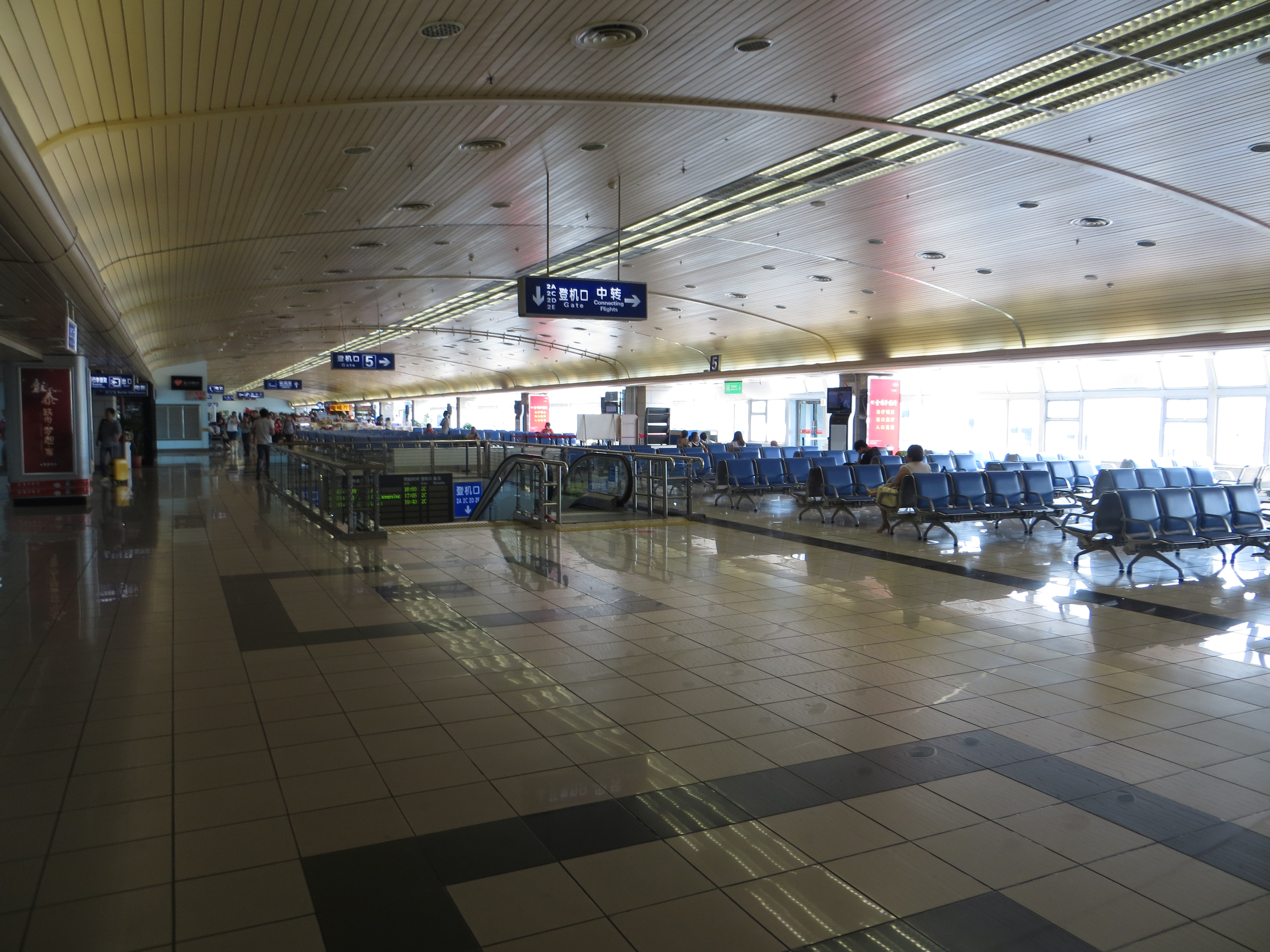
Terminal, côté piste
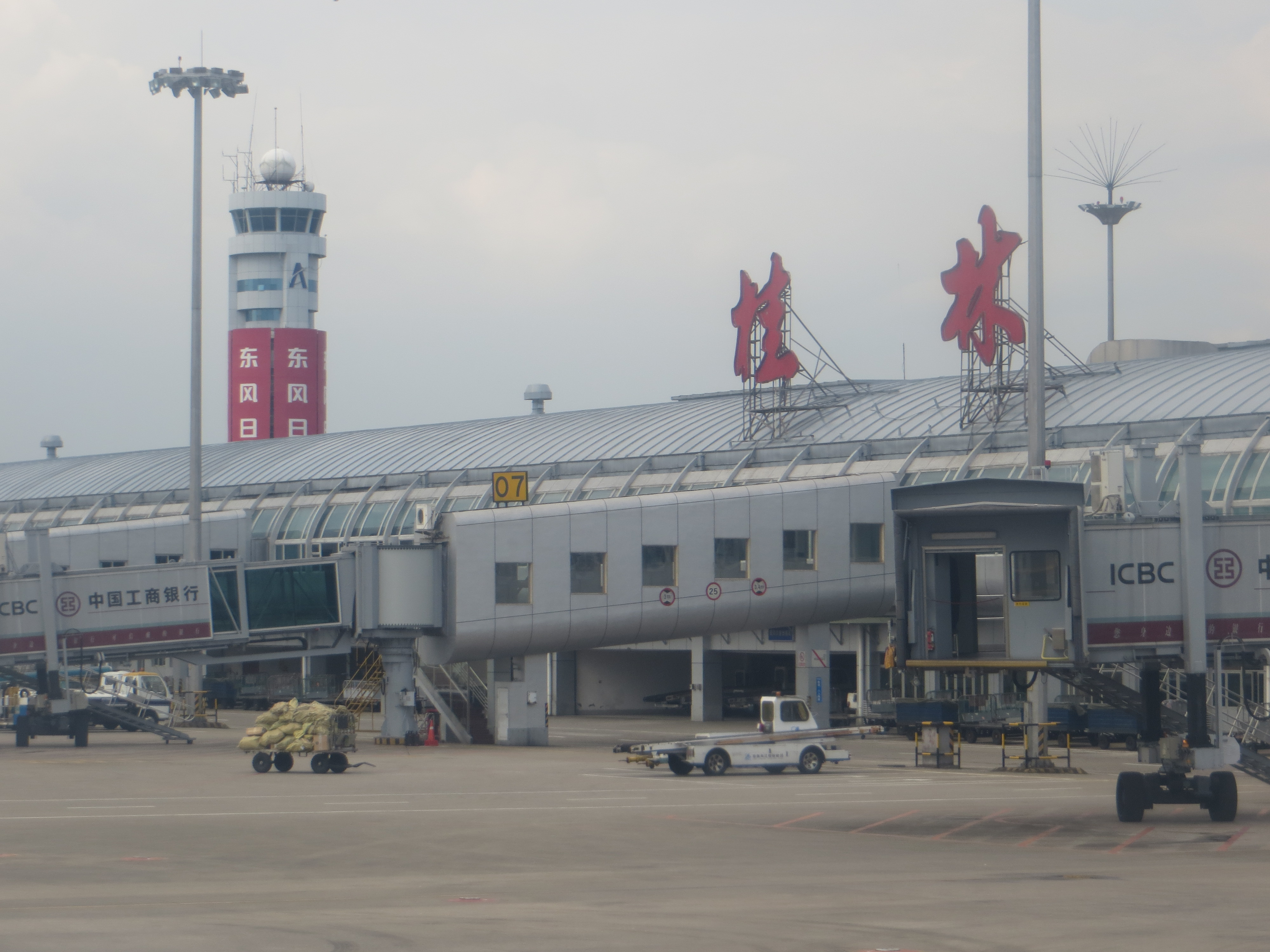
Terminal et tour de contrôle
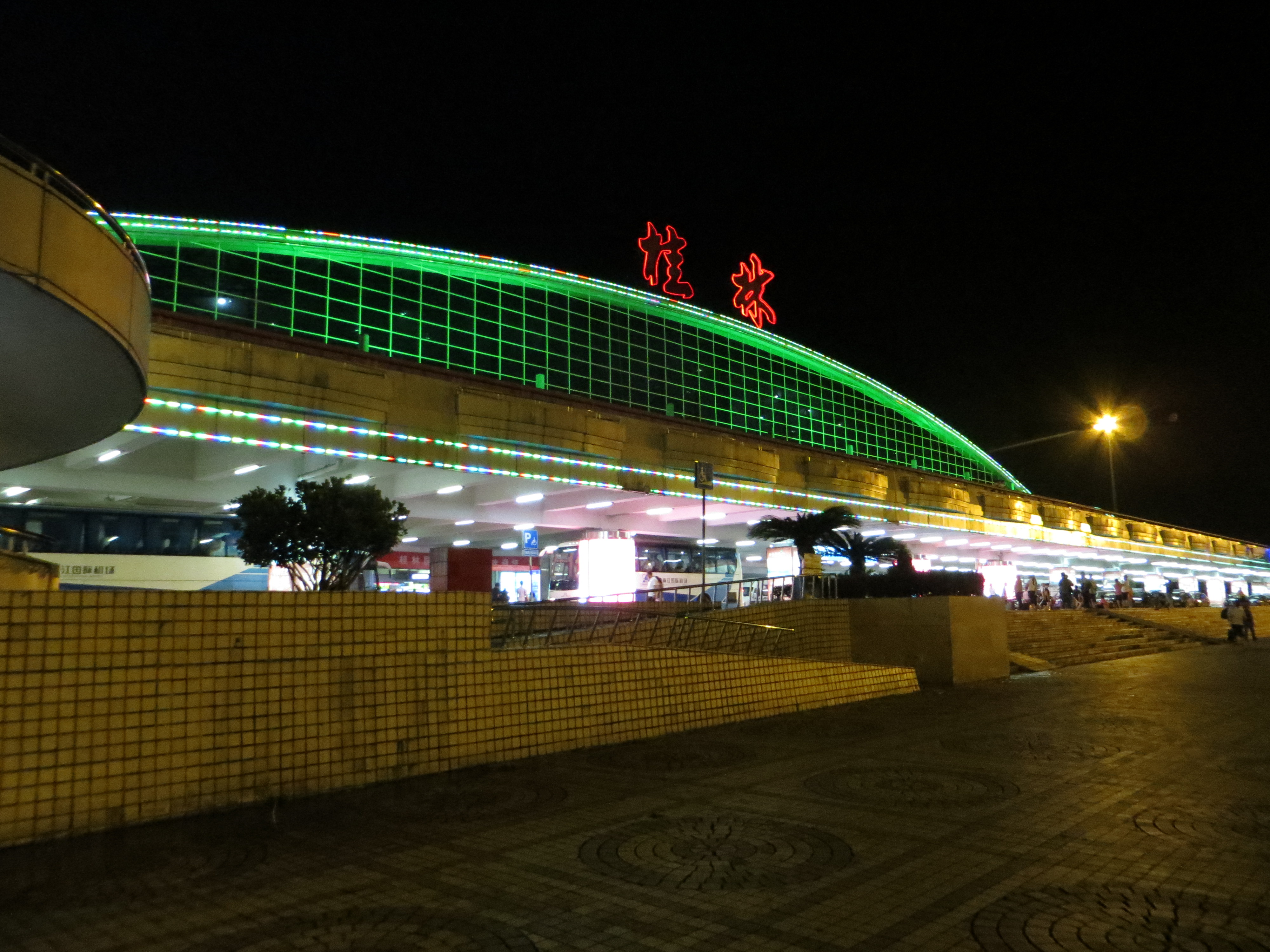
Terminal de nuit